# Helipuerto de Ceuta
El Helipuerto de Ceuta (IATA: JCU, OACI: GECE) es un helipuerto público situado en la ciudad española de Ceuta. Es el primer helipuerto construido y gestionado por Aena. En 2021, el helipuerto tuvo 64.736 pasajeros y 6.565 operaciones. En 2011, 1,1 toneladas de carga pasaron por el helipuerto. Está emplazado en el puerto de Ceuta, entre el pantalán de poniente y el puerto pesquero, sobre un relleno ganado al mar al norte de la ciudad. Las instalaciones que lo componen son una plataforma de estacionamiento de helicópteros, un edificio terminal de dos plantas, una central eléctrica y un edificio para el servicio de salvamento y extinción de incendios. En mayo de 2019 existían rutas que unían con el helipuerto de Algeciras, y el aeropuerto de Málaga-Costa del Sol, donde se puede conectar con las numerosas rutas de este aeropuerto.

## Historia

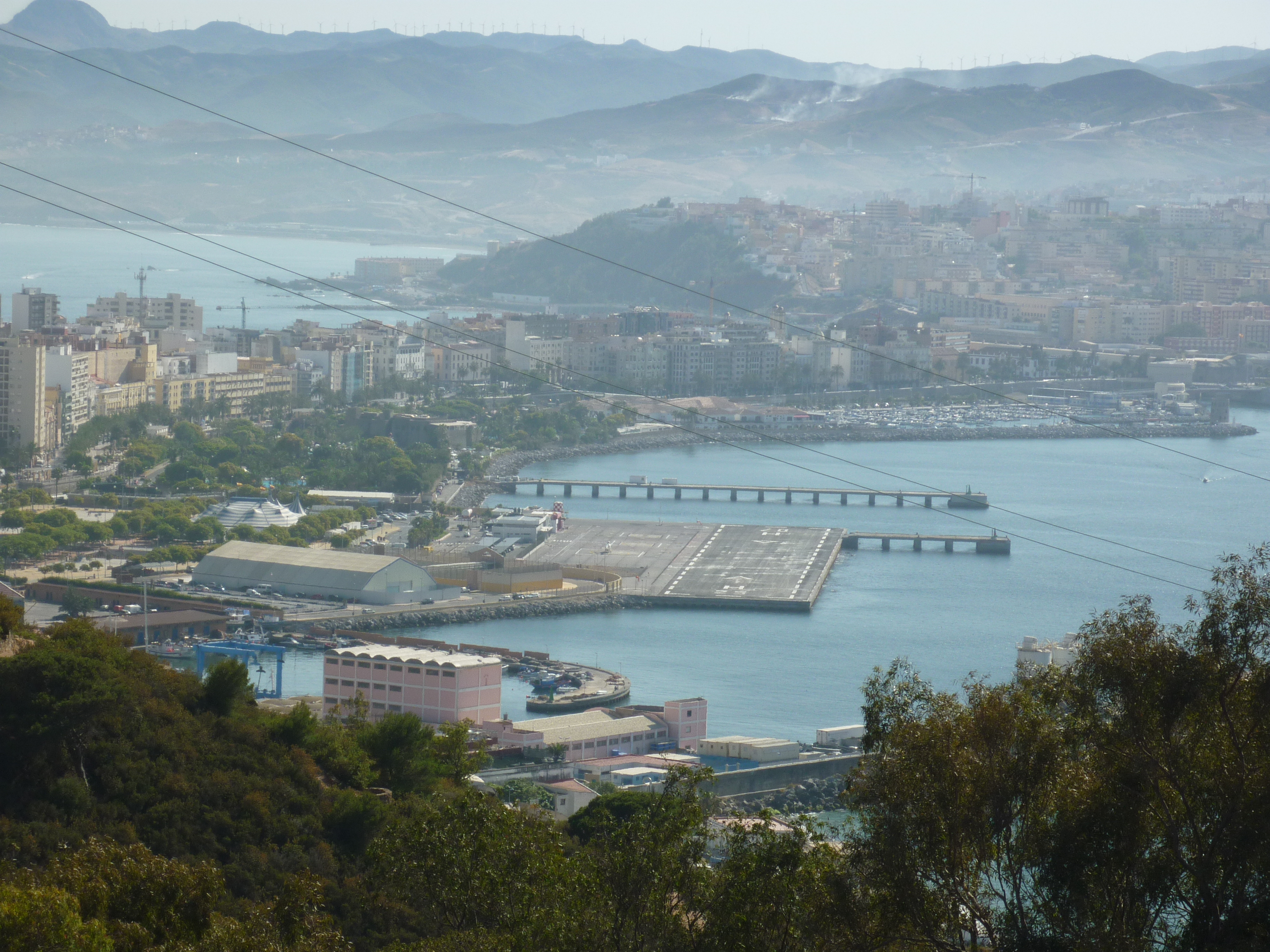
Vista del helipuerto desde el parque de San Amaro, con la ciudad de Ceuta al fondo

La puesta en marcha de un transporte aéreo regular con la península fue una vieja aspiración de la ciudad autónoma de Ceuta. Las dificultades en el tránsito marítimo cuando las condiciones de la mar eran adversas en el estrecho de Gibraltar impiden un normal uso de los ferris que enlazan Ceuta con Algeciras. Atendiendo a esta situación, el Estado Mayor del Ejército concedió en enero de 1996 una autorización temporal para el uso civil de sus instalaciones. El éxito que esta iniciativa tuvo entre la población civil ceutí y la temporalidad limitada de la autorización movió a realizar, en enero de 1998, un primer estudio para el establecimiento de una instalación comercial permanente abierta al tráfico civil. Este proyecto fue, a la postre, asumido por el Plan de Infraestructuras de Transporte 2000-2007 del Ministerio de Fomento, el cual adjudicó la construcción y el mantenimiento a Aena, que, en julio de 2002, hubo de modificar sus estatutos para poder ampliar su gestión a aeródromos, helipuertos y demás superficies aptas para el transporte aéreo.
Dada la imposibilidad por razones orográficas de emplazar un aeropuerto en los alrededores de Ceuta la solución se encontró en un helipuerto. Para poder llevar a cabo el proyecto era necesario buscar una ubicación adecuada, algo que no resultó fácil debido a la escasez de suelo en la ciudad autónoma y a la importancia de zonas militares. Finalmente, se optó por el puerto de Ceuta, de modo que las nuevas instalaciones se situarían en el casco urbano, evitando los largos desplazamientos de las compañías operadoras y de los pasajeros. Hasta entonces, y debido a que el helipuerto militar no dispone de zona de embarque, los viajeros debían realizar el chequeo en un área habilitada a tal efecto en el puerto, y luego se les trasladaba en furgoneta hasta las instalaciones militares para embarcar. Una vez elegido el emplazamiento en los terrenos del puerto de pescadores, se planteó la exigencia física de diseñar un helipuerto civil que cumpliera la normativa de la OACI, para lo cual fue preciso disponer de un espacio adicional sobre las aguas del puerto.

### Construcción
Tras la negociación pertinente con las autoridades portuarias, las obras del helipuerto comenzaron en el año 2000 y terminaron en 2003, aunque, tal como establece el Plan de Infraestructuras 2000-2007, las actuaciones de mejora constante continuarán hasta más allá de 2010. El helipuerto de Ceuta fue oficialmente inaugurado por el secretario de Estado de Infraestructuras, Benigno Blanco, el 9 de enero de 2004. Desde de la apertura hasta el año 2012, la compañía encargada de enlazar los vuelos fue INAER.

### Destinos
En el año 2013, la compañía Cathelicopters se hace cargo de la línea a través de su filial Ceutahelicopters.

## Aerolíneas y destinos

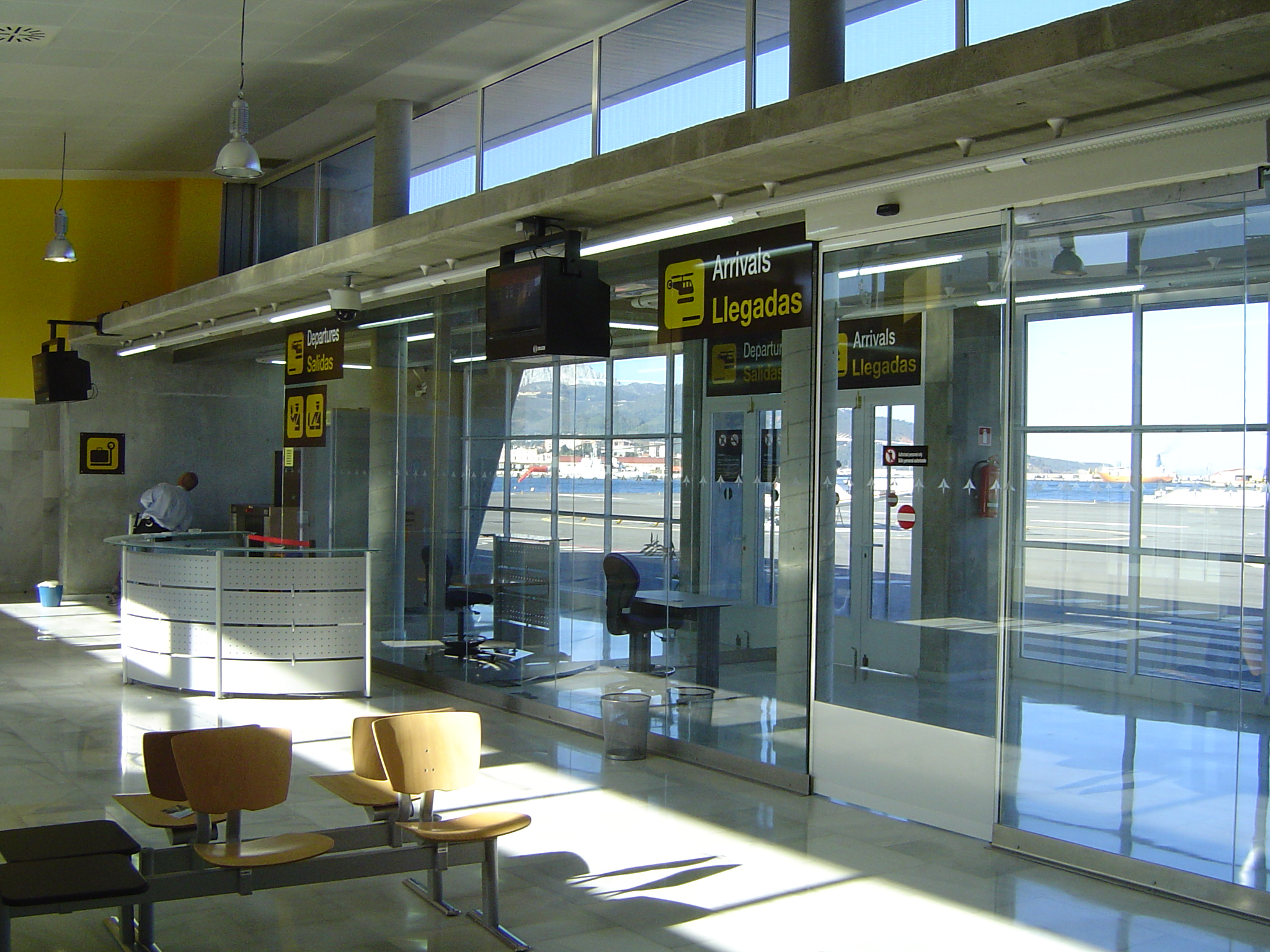
Interior de la terminal del helipuerto.

| Ciudades   | Nombre del aeropuerto              | Aerolíneas | Aeronaves  | Frecuencias semanales |            |
| Nacionales | Nacionales                         | Nacionales | Nacionales | Nacionales            | Nacionales |
| España     | España                             | España     | España     | España                |            |
| ---------- | ---------------------------------- | ---------- | ---------- | --------------------- | ---------- |
| Andalucía  |                                    |            |            |                       |            |
| Málaga     | Aeropuerto de Málaga-Costa del Sol | Hélity     | AW139      |                       |            |
| Algeciras  | Helipuerto de Algeciras            | Hélity     | AW139      |                       |            |

## Estadísticas
El helipuerto ceutí registró 7.889 pasajeros y 732 vuelos en el mes de julio de 2025, cifras que lo convierten en el mes con mayor número de operaciones en más de dos décadas de actividad. En concreto, los viajeros aumentaron en un 7,2% y las operaciones en un 13,7% respecto a julio de 2024.